# Toepolev Tu-104
De Toepolev Tu-104 (Russisch: Туполев Tу-104) (NAVO-codenaam: Camel) is een tweemotorig verkeersvliegtuig gebouwd door Toepolev. Na de Britse De Havilland DH.106 Comet en de Canadese Avro Canada Jetliner was de Tu-104 het derde straalverkeersvliegtuig dat het luchtruim koos. De Tu-104 verscheen voor het eerst in het westen tijdens een staatsbezoek van de Sovjet-Unie in Londen. Westerse waarnemers waren geschokt door wat ze zagen: ze hadden niet verwacht dat de Sovjet-Unie al zo ver zou zijn met de ontwikkeling van een straalverkeersvliegtuig.

## Ontwikkeling
De opdracht tot de bouw van de Tu-104 werd begin jaren vijftig gegeven omdat Aeroflot dringend behoefte had aan een modern straalverkeersvliegtuig. Toepolev kwam met het beste ontwerp en kreeg de opdracht om het vliegtuig te gaan bouwen. De Tu-104 is gebaseerd op de Toepolev Tu-16 bommenwerper. Onder andere de staartsectie, de vleugels en de motoren waren hetzelfde als die van de bommenwerper. De romp werd nieuw ontworpen en beschikte onder andere over een drukcabine. De eerste vlucht van de Tu-104 vond plaats in 1955 vanuit Charkov, Oekraïne.
Na tweehonderd gebouwde exemplaren werd de productie in 1960 gestaakt. Het grootste deel van de tweehonderd toestellen ging naar Aeroflot, maar ook CSA gebruikte een aantal Tu-104's. In 1981 stelde Aeroflot de Tu-104 buiten dienst. Daarna zijn ze nog een aantal jaren gebruikt door de Sovjetluchtmacht voor het vervoer van hooggeplaatste personen.

## Gebruikers

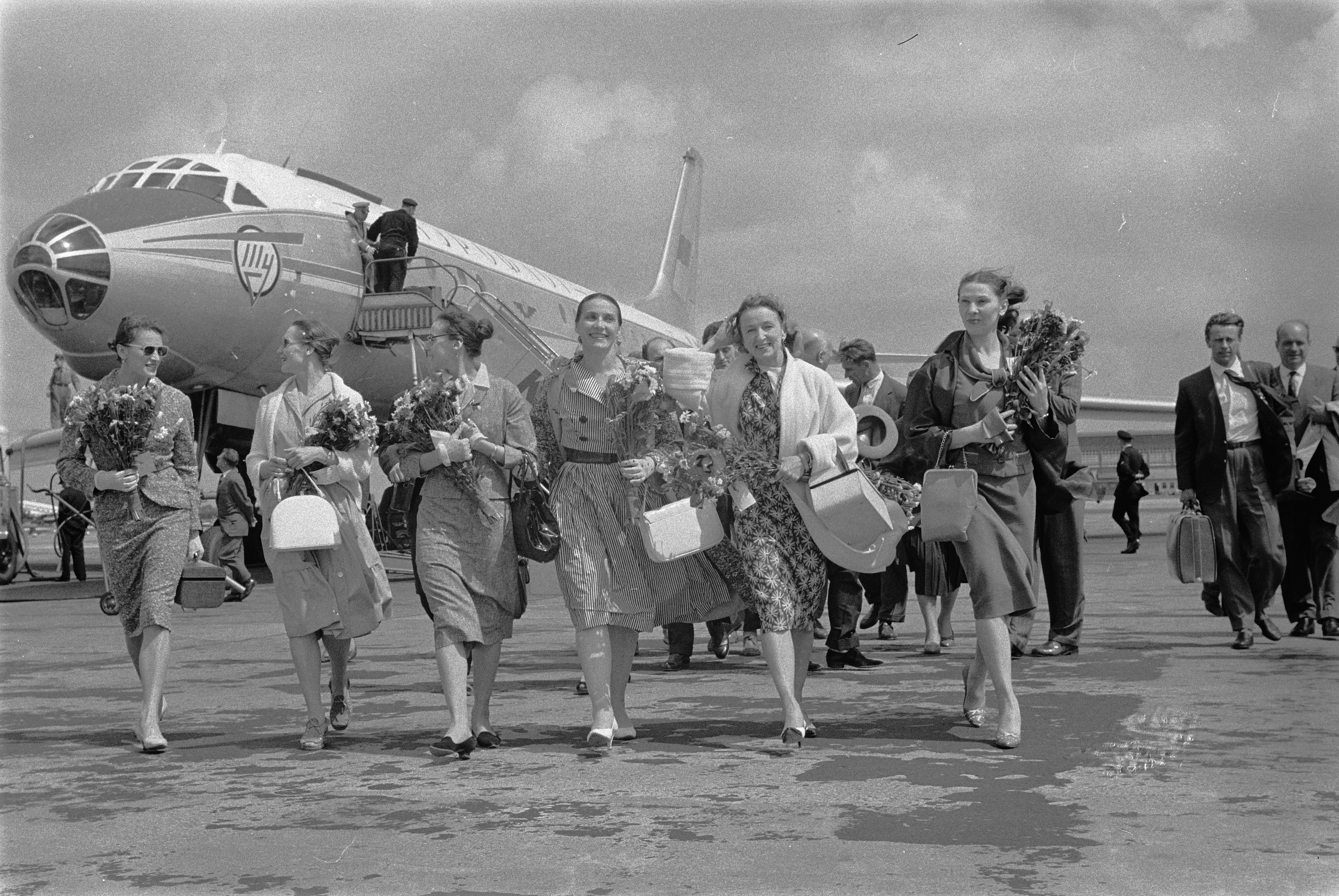
Een Tu-104 brengt danseressen van het Bolsjojballet naar Schiphol. 9 juni 1960

Sovjet-Unie
- Aeroflot

 Tsjecho-Slowakije
- CSA

Bommenwerpers: TB-1 · TB-3 · Tu-2 · Tu-4 · Tu-14 · Tu-16 · Tu-20 · Tu-22 · Tu-22M · Tu-26 · Tu-95 · Tu-126 · Tu-160

Gevechtsvliegtuigen: R-6 · Tu-28 · Tu-128  —  Verkenningsvliegtuigen: Tu-95 · Tu-142

Verkeersvliegtuigen: Tu-104 · Tu-114 · Tu-124 · Tu-134 · Tu-144 · Tu-154 · Tu-204 · Tu-214 · Tu-244 · Tu-334 · Tu-444

Overig/Experimenteel: ANT-1 · ANT-2 · ANT-4 · ANT-7 · ANT-16 · ANT-20 · ANT-58 · ANT-103 · Tu-70 · Tu-72 · Tu-75 · Tu-80 · Tu-85 · Tu-91 · Tu-96 · Tu-98 · Tu-102 · Tu-105 · Tu-107 · Tu-110 · Tu-116 · Tu-119 · Tu-125 · Tu-155 · Tu-156 · Tu-206 · Tu-216